# Scutiger ningshanensis
Scutiger ningshanensis là một loài lưỡng cư thuộc họ Megophryidae.
Đây là loài đặc hữu của Trung Quốc.
Môi trường sống tự nhiên của chúng là rừng ôn đới, vùng cây bụi ôn đới, và sông ngòi.